# Acoperământ de tetrapod
Acoperământul de tetrapod este un obiect de cult, confecționat din țesături și broderii, cu dimensiuni, decorații și semnificații distincte, determinate destinat acopeririii tetrapoduui.
Spre deosebire de acoperămintele de pristol ele nu au o funcție liturgică specifică, având în principal, doar un rol decorativ. De regulă, acoperămintele de tetrapod sunt confecționate din catifele scumpe, brodate sau țesute cu motive stilistice vegetale și zoomorfe, dar și cu reprezentări alegorice.

## Vezi și
- Tetrapod